# Cocal (kommun)
Cocal är en kommun i Brasilien.   Den ligger i delstaten Piauí, i den östra delen av landet, 1 500 km norr om huvudstaden Brasília. Antalet invånare är 26 044. Arean är 1 269 kvadratkilometer.
Terrängen i Cocal är platt västerut, men österut är den kuperad.
Följande samhällen finns i Cocal:
- Cocal

Omgivningarna runt Cocal är huvudsakligen savann. Runt Cocal är det glesbefolkat, med 19 invånare per kvadratkilometer.